# Arco de San Miguel de Mazarreros
El arco de San Miguel de Mazarreros es una portada de iglesia ubicada en el municipio español de Sasamón, en la provincia de Burgos.

## Descripción

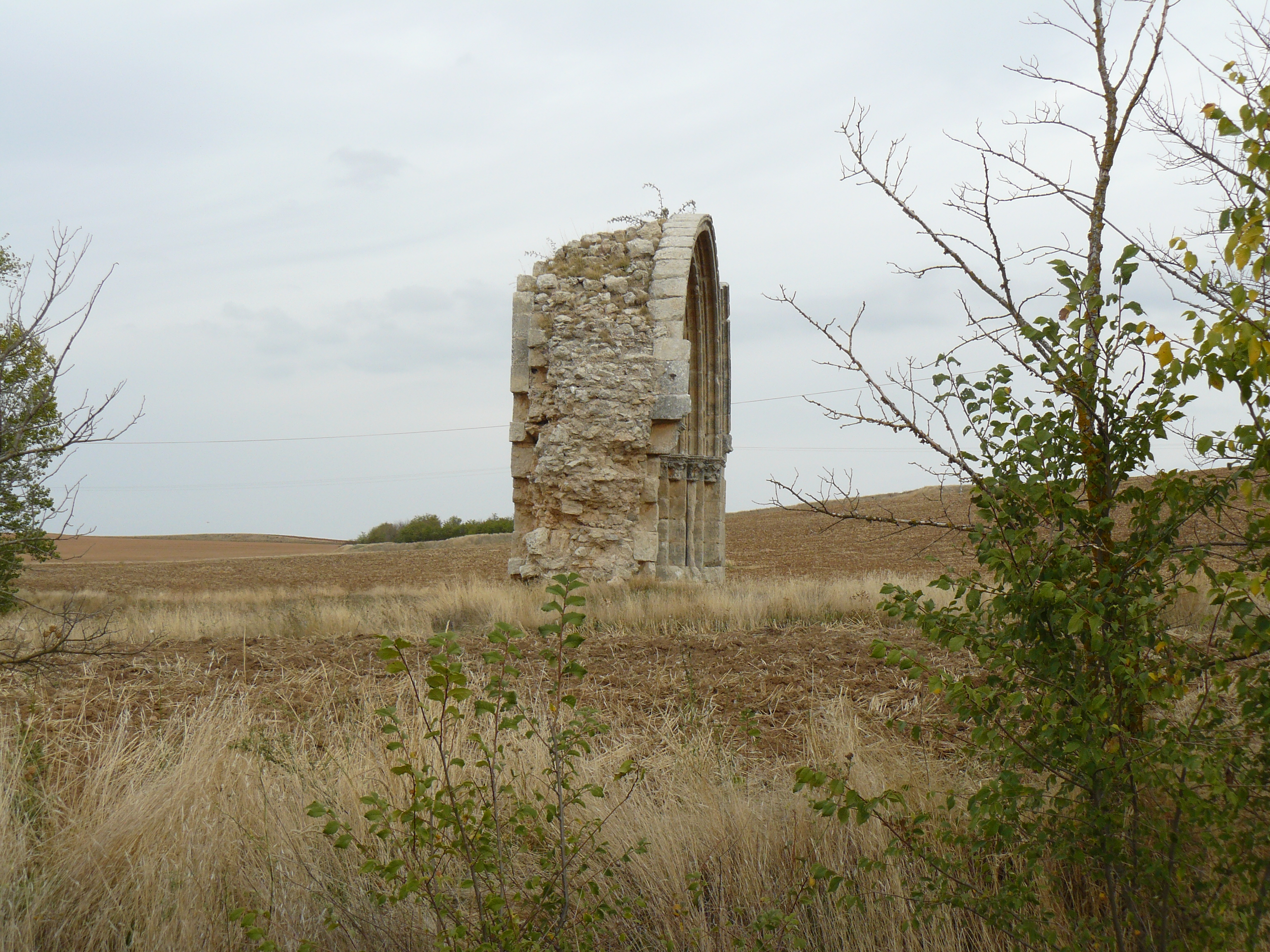
Vista lateral

Se encuentra al noroeste de la localidad, en las proximidades del río Brullés, tributario del Odra. Ubicada en un entorno agrícola, en un campo de trigo, cerca de la carretera de Villahizán de Treviño, debe su nombre a constituir el único resto de la antigua iglesia existente en la localidad de San Miguel de Mazarreros, desaparecida en la actualidad. Está catalogado como un monumento en peligro.